# Antonino Fava (carabiniere)
Antonino Fava (Taurianova, 15 dicembre 1957 – Scilla, 18 gennaio 1994) è stato un carabiniere italiano, insignito di medaglia d'oro al valor militare.

## Biografia
Nato a Taurianova, in provincia di Reggio Calabria, il 15 dicembre 1957 in una famiglia di impiegati nelle strutture sanitarie del luogo. Conseguita la licenza media e svolta l'attività di carrozziere in gioventù, il 12 settembre 1977 venne incorporato per il servizio di leva nel 46º Battaglione di Fanteria "Reggio" in Palermo, ma già il mese successivo transitò nell'Arma, raggiungendo la Scuola Allievi per il prescritto corso, al termine del quale, il 15 aprile 1978, conseguì il grado di Carabiniere. Destinato alla Legione di Catanzaro, prestò servizio alla stazione di San Procopio (RC) fino al marzo 1980, quando fu trasferito alla Squadra motociclisti del Nucleo Operativo Radiomobile della Compagnia di Palmi e, dal 1º settembre 1992, all'Aliquota Radiomobile dello stesso Reparto. Sempre mentre operava in Palmi, aveva conseguito la promozione ad appuntato (1989) e ad Appuntato Scelto (1992). Il 2 giugno 1984 si unì in matrimonio con la compaesana Signora Antonia Amile, dalla quale ebbe due figli, Ivana e Valerio, che alla morte del padre contavano solo otto e tre anni. L'azione coraggiosa e generosa dell'Appuntato Scelto Antonino Fava, che continuò ad opporsi alla barbarie sparando contro criminali efferati benché già ferito gravemente, fu onorata con la concessione della Medaglia d'Oro al Valor Militare "alla memoria".

### Omicidio
La sera del 18 gennaio 1994, lungo l'autostrada A3 all'altezza dello svincolo per Scilla, l'alfa romeo 75 dei Carabinieri con a bordo gli appuntati Antonino Fava e Vincenzo Garofalo venne affiancata da un'altra auto dalla quale partirono raffiche di mitragliatrice M12, che li uccisero sul colpo. La stessa arma era stata utilizzata in un altro agguato contro un'auto dei Carabinieri con a bordo l'appuntato Silvio Ricciardi e il carabiniere Vincenzo Pasqua (che si salvarono miracolosamente) avvenuto il 2 dicembre 1993 a Saracinello, periferia di Reggio Calabria, e sarà riutilizzata in un altro assalto il 18 febbraio successivo sempre a Saracinello, in cui rimasero gravemente feriti i carabinieri Bartolomeo Musicò e Salvatore Serra.

#### Condanne per l'omicidio
Nell'immediatezza del delitto, venne fermato uno dei partecipanti, Giuseppe Calabrò (affiliato alla 'ndrina Latella di Reggio Calabria), che confessò la sua partecipazione ai tre agguati ed accusò altri presunti complici, Consolato Villani (all'epoca minorenne), Vittorio Quattrone e Maurizio Carella. Nel 1997 il primo processo si concluse con la condanna all'ergastolo di Calabrò mentre Quattrone e Carella vennero assolti perché la loro testimonianza venne considerata inattendibile; Villani venne invece riconosciuto colpevole dal Tribunale dei minorenni.
Le indagini sono state riaperte a seguito di una dichiarazione del collaboratore di giustizia Gaspare Spatuzza (il quale riferì che il suo capo Giuseppe Graviano gli disse che «i calabresi si erano mossi» con l'omicidio dei due carabinieri) e portate avanti su impulso del Procuratore aggiunto della Direzione Nazionale Antimafia Gianfranco Donadio: nel 2012 Giuseppe Calabrò, in una lettera indirizzata dall'allora Procuratore Nazionale Pietro Grasso, affermò che i tre agguati contro i carabinieri rientravano in una strategia della 'Ndrangheta ispirata da ambienti esterni ma in seguito ritrattò tali affermazioni. Le indagini si arricchirono con la collaborazione di Consolato Villani e Antonino Lo Giudice, i quali affermarono che Totò Riina, per voce di Giuseppe Graviano, si accordò con Rocco Santo Filippone (capo dell'omonima 'ndrina e capo del mandamento tirrenico) per l'omicidio dei carabinieri Fava e Garofalo; i due collaboratori raccontarono che tutto ciò fu pianificato a una riunione di 'ndrangheta per la risoluzione della Seconda Guerra di 'Ndrangheta a cui presenziarono i De Stefano, i Piromalli, alcune 'ndrine di Milano e Cosa Nostra siciliana e che quella fu l'occasione di parlare del "piano stragista": a valle di queste azioni contro i carabinieri sarebbe stata organizzata una riunione da elementi apicali di 'ndrangheta nel santuario della Madonna di Polsi e viene deciso di non andare oltre con le azioni stragiste.
A luglio 2017 si concluse l'operazione "'Ndrangheta stragista" che testimonierebbe che per due mesi, dicembre 1993 e gennaio 1994, alcune famiglie di 'ndrangheta della Piana di Gioia Tauro avevano accettato di partecipare alle azioni stragiste pianificate da Cosa nostra: l'operazione ha portato all'arresto di Rocco Santo Filippone per omicidio e associazione mafiosa e all'emissione di un'ordinanza di custodia cautelare in carcere nei confronti di Giuseppe Graviano. Il processo si è aperto nell'ottobre dello stesso anno e la presidente della Corte d’Assise Ornella Pastore ha ammesso tra le parti civili i familiari dei carabinieri Antonino Fava e Vincenzo Garofalo.
Il 24 luglio 2020 il processo si è concluso in primo grado con la condanna all'ergastolo per Filippone e Graviano come mandanti del duplice omicidio Fava-Garofalo.
Il 25 marzo 2023 le condanne di primo grado sono state confermate anche in appello, confermando le condanne all'ergastolo per Filippone e Graviano.

## Riconoscimenti
Al suo nome è dedicata, assieme a quello del collega Vincenzo Garofalo, la caserma che ospita la Scuola Allievi Carabinieri di Reggio Calabria e altri reparti dell'Arma.
Il 189º Corso Allievi Carabinieri Ausiliari (1994) fu intitolato a Fava e al collega Garofalo